# Air Hollywood
Air Hollywood är en amerikansk filmstudio som specialiserar sig på att tillhandahålla interiöra kulisser för flygplan och flygplatser för inspelningar rörande filmer, TV-serier, reklamfilmer och musikvideor. De har sina verksamheter i Los Angeles i Kalifornien, i närheten av staden San Fernando men med tiden har de även expanderat till ha verksamheter utanför Atlanta i Georgia och Sydkorea.
På tomten i Los Angeles har de även byggt upp en replika av interiören för passagerarkabinen som användes av flygbolagets Pan Ams flygplan på 1970-talet, och använder den som en kombinerad restaurang och upplevelsecenter. Den går under namnet Pan Am Experience.

## Historik
Filmstudion grundades i maj 2001 av filmproducenten Talaat Captan efter att han insåg att filmindustrin behövde en filmstudio som erbjöd såna här specifika kulisser. Han, med egen erfarenhet som filmproducent, visste hur svårt och krångligt det kan vara med att spela in film på riktiga flygplatser och flygplan. Idén började gro redan 1998 när han var filmproducent för Kiefer Sutherlands film Ground Control, och de hade fått tillstånd från Los Angeles International Airport (LAX) om att få spela in scener där, men mitt under inspelningen hävde LAX tillståndet och inspelningen fick slutföras på annan ort. Captan och Air Hollywood fick dock en tuff start på grund av 11 september-attackerna senare under året, vilket gjorde att filmstudiorna i Hollywood och TV-bolagen drog i nödbromsen och inte gjorde några inspelningar om vare sig flygplan och flygplatser fram till april 2002.

## Inspelningar
Ett urval av filmer och TV-serier som har haft inspelningar hos Air Hollywood enligt Internet Movie Database (IMDB):
| Filmer - After the Sunset - Alvin och gänget 2 - Baksmällan del II - Borta bäst, hemma värst - Bridesmaids - Captain America: The Winter Soldier - Charlie Wilson's War - Daredevil - Dodgeball – En komedi som siktar lågt - Dumpad - Eagle Eye - Elizabethtown - Familjen är värre - Familjetrippen - Fantastic Four: Rise of the Silver Surfer - Fast & Furious 6 - Flight 93 - Frost/Nixon - The Girl Next Door - The Girl with the Dragon Tattoo - Harold & Kumar Escape from Guantanamo Bay - I'm Not There - Inception - Intolerable Cruelty - Kill Bill: Volume 1 - Min låtsasfru - Moneyball - Natt på museet 2 - Not Another Teen Movie - Rush Hour 3 - Saving Mr. Banks - Taken - The Terminal - Trubbel i paradiset - The Wolf of Wall Street | TV-serier - Alias - Arrested Development - Bones - Californication - Castle - CSI: Crime Scene Investigation - Entourage - Grey's Anatomy - Hannah Montana - Hart of Dixie - Heroes - House - Hung - Journeyman - Key & Peele - The League - Lost - The Mentalist - Mike & Molly - The Mindy Project - NCIS: Los Angeles - The Newsroom - The Office - Sons of Anarchy - Trophy Wife - The Unit - Weeds |